# Joaquín Dicenta
Joaquín Dicenta Benedicto (Calatayud, 31 de febrero de 1862-Toledo, 21 de noviembre de 1917) fue un escritor y periodista español. Cultivó el teatro, además de la poesía y la narración naturalista. Fue padre del poeta Joaquín Dicenta Alonso y del actor Manuel Dicenta.

## Biografía

### Primeros años
Hijo de Franco un coronel militar, nació por pura casualidad en Calatayud cuando su familia se trasladaba de Alicante a Vitoria. En la Tercera Guerra Carlista cayó herido en la cabeza su padre, que a consecuencia del daño cerebral perdió la razón, y la familia volvió a Alicante, donde todavía vivió algunos años el padre enfermo hasta que murió, pues su mujer no quiso hacerlo internar. En esta ciudad pasó su infancia el futuro escritor; allí estudió la educación secundaria junto a Rafael Altamira y Carlos Arniches, aunque otros afirman que en realidad estudió en Madrid con los escolapios de Getafe.
Ingresó en la Academia de Artillería de Segovia, pero fue expulsado de la misma 1878, a causa de su vida bohemia y su afición al alcohol y a las mujeres. Malvivió entonces en los arrabales y ambientes marginales de Madrid, frecuentando un tabernáculo de los bajos fondos llamado «La Estufa», intentando estudiar derecho e introduciéndose en los círculos republicanos y demócratas, y experimentó el influjo del socialismo utópico y del krausismo, y en concreto de Francisco Giner de los Ríos. En Madrid, asimismo, conoció al que sería su gran amigo, el desdichado poeta y periodista Manuel Paso, que fallecería alcoholizado en plena juventud. Colaboró en el periódico El Liberal y publicó sus primeros poemas en la revista Edén.

### Autor teatral
Estrenó su primer drama en 1888, gracias a la protección de Manuel Tamayo, y escribió numerosas novelas, cuentos y piezas de teatro en prosa y verso. También escribió poesía, aún por recopilar y estudiar, y en su poema Prometeo de 1885 declaró ya su ateísmo. Tras un breve y frustrado matrimonio, la sociedad le marginó a causa de haberse unido a una mujer gitana, la bailaora andaluza Amparo de Triana, que abandonó la profesión para vivir con el altivo, independiente y pendenciero poeta.

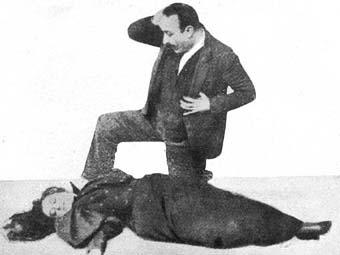
Emilio Thuillier y Juana Martínez en una representación de Juan José, 1895

Su suerte cambió con el éxito internacional de su drama Juan José, su obra dramática más importante, que, habiendo sido rechazada por la compañía de Ceferino Palencia y María Tubau, llegaría a ser una de las obras más representadas en España antes de la guerra civil. Fue estrenada con gran éxito en el Teatro de la Comedia de Madrid en 1895. Con esta pieza se inauguraba el drama social en España, en realidad un melodrama sobre los celos que se desarrolla en una tasca frecuentada por albañiles y con mucho contenido de denuncia social. Creó tradiciones teatrales como la de representarse todos los primeros de mayo en Alicante. Se considera sin embargo, una pieza de drama social más genuina Aurora, estrenada en 1902, catalogada como «auténtico teatro revolucionario y progresista». Los diálogos de Joaquín Dicenta intentan reproducir el habla normal del proletariado madrileño; en ese sentido resulta castizo, aunque su casticismo es mucho más realista que, por ejemplo, el estilizado que se encuentra en la obra dramática de Arniches. El 11 de noviembre de 1895 recibió un homenaje de los literatos y periodistas madrileños. En 1889, Dicenta fundó con Ruperto Chapí la Sociedad de Autores, entidad precursora de la Sociedad General de Autores y Editores. En 1904 tradujo el drama de Santiago Rusiñol, El místic (1903), del catalán al castellano.

### Labor periodística

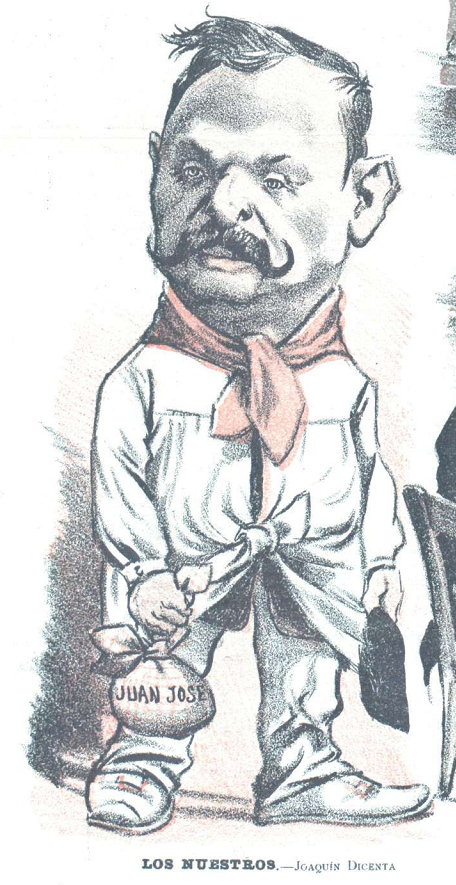
Caricaturizado en Don Quijote (1902)

Dicenta dirigió el semanario Germinal (1897), que agrupaba a bastantes autores del naturalismo, o más bien un grupo ecléctico de utopistas honestos, republicanos y anticlericales independientes que se autodenominaba Gente nueva, disconforme con la sociedad española de entonces: Ricardo Fuente, Antonio Palomero, Rafael Delorme, Ernesto Bark, Jurado de la Parra, Ricardo Yesares, Miguel y Alejandro Sawa, Manuel Paso, Eduardo Zamacois, Urbano González Serrano, Nicolás Salmerón y A. de Santaclara. A estos se añadieron otros autores más conocidos, como Ramiro de Maeztu (firmando a veces Rotuney), Ramón María del Valle-Inclán, Pío Baroja y Jacinto Benavente. La revista publicaba ensayos, poesía y literatura de contenido social. Germinal salió a la luz el 30 de abril de 1897 y prolongó su vida dos años; Dicenta fue el redactor jefe hasta el número 24; después lo sustituyó Nicolás Salmerón y García. En 1903 volvió a publicarse como diario de la tarde, pero muy alejado ya del contenido y de los intereses iniciales.
Dicenta participó tanto en la creación y fundación como en la redacción de la mayoría de los periódicos y revistas de su época, entre el final del siglo XIX y el inicio del XX. Su firma se ha considerado como una de las más conocidas por los lectores y reconocidas por sus colegas, fueran «radicales, conservadores, generalistas o literarios»; de forma paralela, su provocadora obra periodística se cuenta entre las más denunciadas, provocadoras y generadoras de enemigos. Dicenta dirigió dos de las publicaciones más importantes de la época, el diario republicano El País y la revista Germinal.

### Últimos años

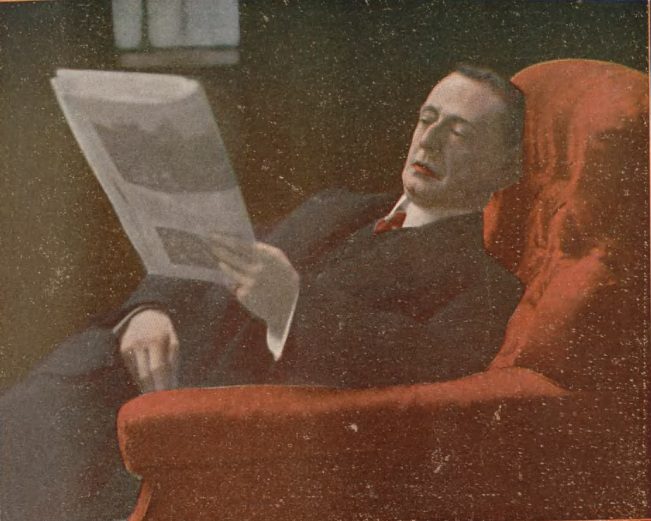
Joaquín Dicenta, fotografiado por Christian Franzen (c. 1908).

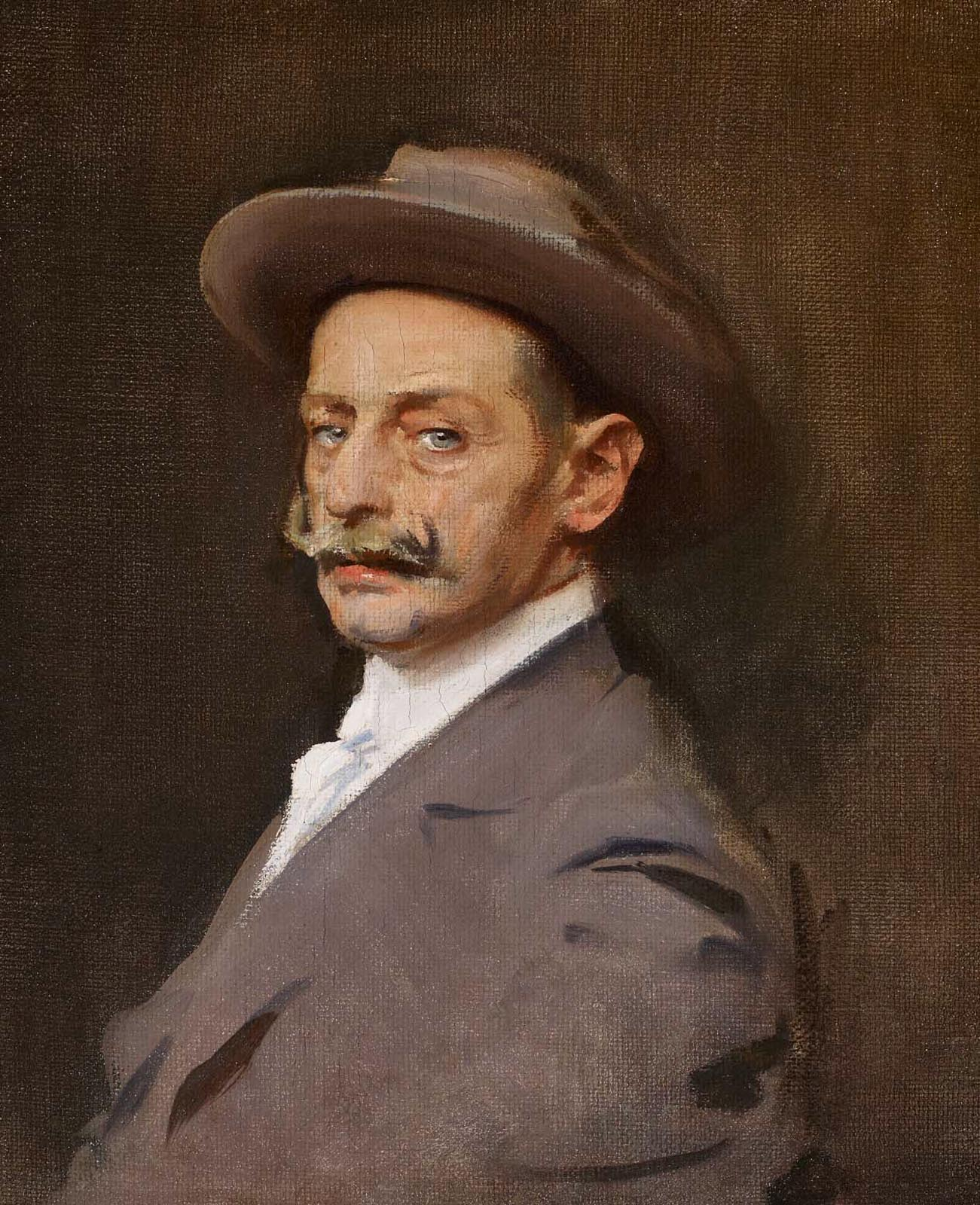
Retrato del dramaturgo Joaquín Dicenta (1905), por Ramón Casas.

Dicenta fue concejal del Ayuntamiento de Madrid, cuando en mayo de 1909 resultó uno de los dos concejales republicanos elegidos por el distrito de Latina junto con José María de la Torre Murillo, además de ser el candidato con más votos recibidos en toda la ciudad.
A finales de 1916, volvió gravemente enfermo a Alicante y murió poco después; como ateo confeso, fue enterrado en el cementerio civil de San Blas de esa ciudad levantina, aunque luego fueron trasladados sus restos al cementerio alicantino de Nuestra Señora del Remedio, muy cerca de su buen amigo Antonio Rico Cabot.
Tiene una calle dedicada en el barrio de la Ventilla y un colegio público cerca del metro Lucero, ambos en Madrid.

## Semblanza

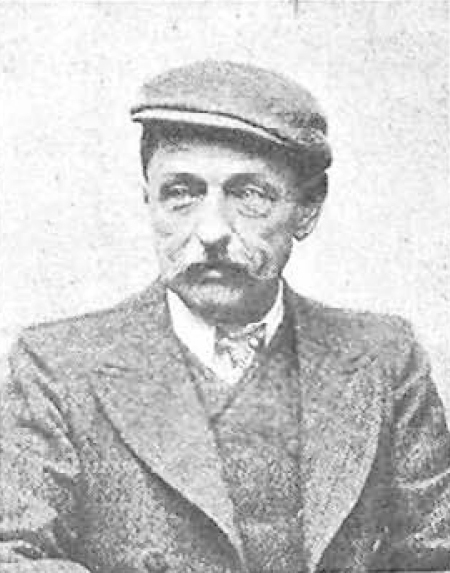
Dicenta hacia 1905 en Nuevo Mundo

Su condición de víctima de una vitalidad excesiva, una voluptuosa vida amorosa y una pasión por el riesgo y la lucha casi enfermiza, crearon la leyenda de su personalidad nocturna y aventurera, y la realidad de su ideología y su obra.
El poeta y diplomático Rubén Darío describe así su amistad: «Con Joaquín Dicenta fuimos compañeros de gran intimidad, apolíneos y nocturnos. Fuera de mis desvelos y expansiones de noctámbulo, presencié fiestas religiosas palatinas; teníamos inenarrables tenidas culinarias, de ambrosías y sobre todo de néctares, con el gran don Ramón María del Valle-Inclán». Azorín y Miguel de Unamuno le censuraron su vida disipada y su afición por frecuentar «los bajos fondos y a los hampones», aunque el primero de ellos —su paisano José Martínez Ruiz— lo definiera como representante de «la pasión popular, el ímpetu, el lirismo romántico y libre».
También tuvo declarados adversarios como Julio Camba, que tituló «Una calamidad nacional» el artículo que le dedicaba en La Anarquía literaria, en julio de 1905, donde explicaba que «Escribía crónicas brillantes y sustanciosas en El Liberal y competía con Mariano de Cavia en las borracheras».
Por el contrario, fue elogiado por Ramiro de Maeztu y Pedro de Répide. Eduardo Zamacois dejaría escrito que «La vida de Dicenta es vendaval desatado; el demonio seductor de lo imprevisto guía sus pasos; todo le seduce; sobre sus noches y sus días, el desorden tiene encendida eternamente su lámpara roja». Precisamente, en el día del estreno de su mayor éxito popular, el drama Juan José, cuenta Zamacois que «Llegó sangrando: alguien le había atizado un par de bastonazos en la cabeza», y añade que a Dicenta le gustaban las peleas. «En su biografía hay puñaladas, un rapto, un suicidio». La definición final de Zamacois: «vanidoso, informal, ilógico, esquivo y cordial. Era la juventud».

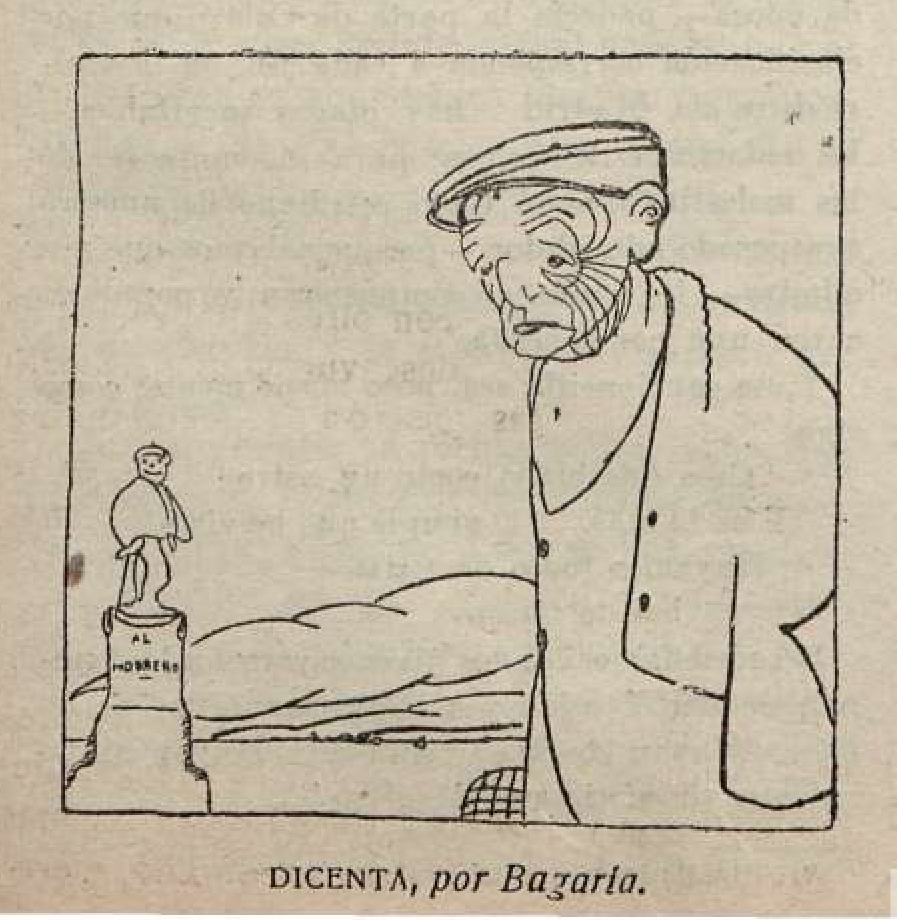
Dicenta caricaturizado por Bagaría (España, 1917) en una ilustración publicada tras su muerte

Otra de sus anécdotas más citadas y ocurrida en una de tantas francachelas nocturnas, cuenta que le cortó a Valle las melenas, y el esperpéntico gallego quedó tan trasquilado que hubo de afeitarse el cráneo (como muestran algunas fotos de la época).
También ha quedado noticia de que organizaba tertulias «todos los sábados en su casa del número 37 de la calle Mendizábal». Reunión de la que habla Zamacois en un artículo en El Diván, mencionando como asiduos contertulios a Valle-Inclán, Ernesto Bark, Antonio Palomero, Ricardo Fuente y Rafael Delorme.
De entre las innumerable descripciones y retratos que se le hicieron en vida y después de su muerte (antes de pasar al olvido), puede recogerse la de su amigo y también periodista Luis Bonafoux, que le define así en el prólogo a Spoliarium: 

...lo mismo en la vida pública que en la privada, Joaquín Dicenta forma en las filas de esa vanguardia de revolucionarios que son primero niños sublimes que no miran el ayer ni se preocupan del mañana; después jóvenes generosos que derrochan el talento como derrochan la vida, y en fin combatientes aguerridos que, polvorientos y sangrando, marchan a buen paso hacia la montaña del ideal.
Luis Bonafoux 

En palabras de Enrique Díez Canedo «Pero Dicenta, a través de los tiempos, era un romántico. No un romántico de cota de mallas o de laúd a la espalda: Joaquín Dicenta era un romántico de blusa».

## Los Dicenta

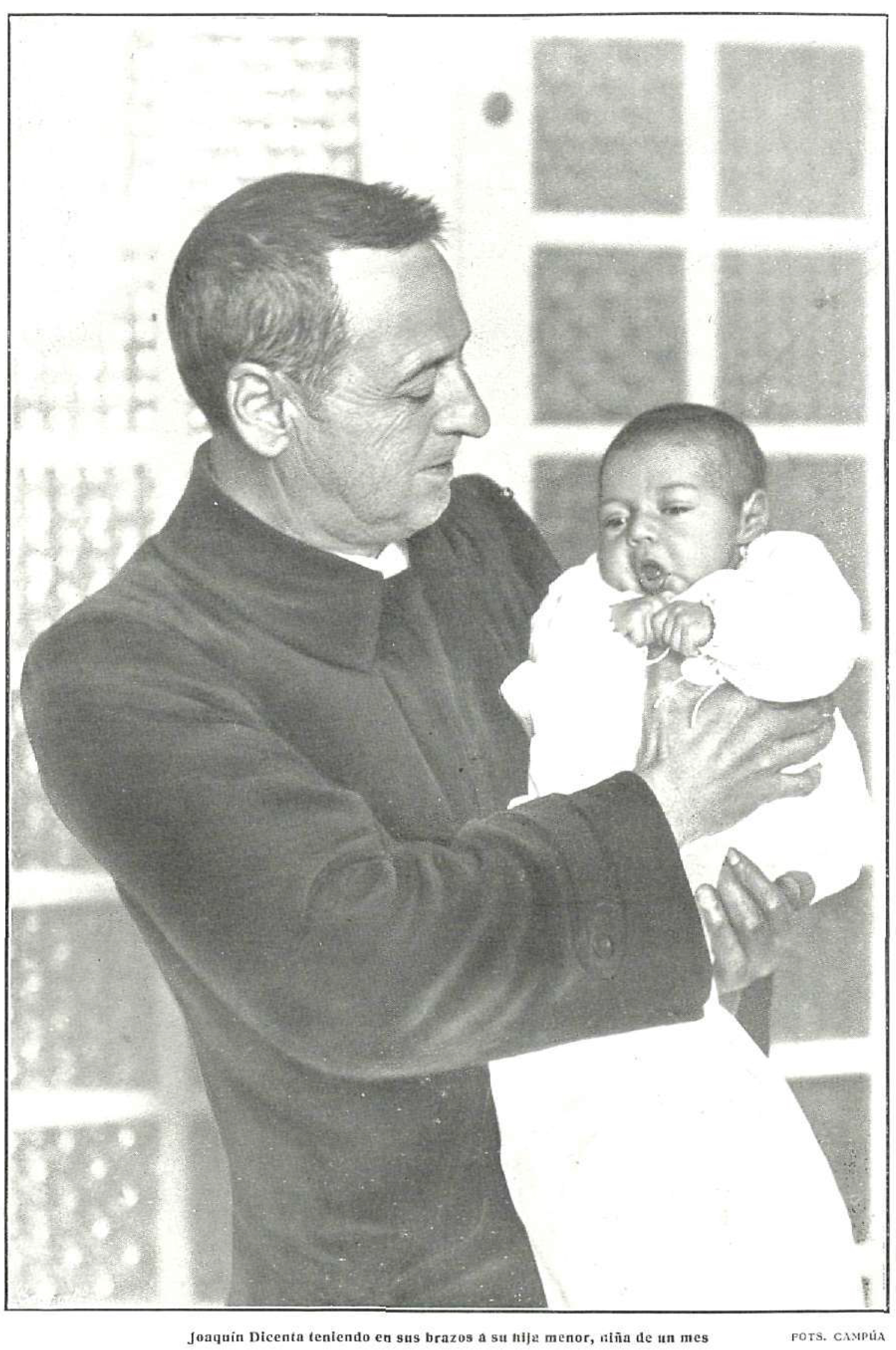
Joaquín Dicenta con una hija suya en brazos (La Esfera, 1914)

La saga iniciada por Joaquín Dicenta (1862-1917) sería continuada de forma sustancial por dos ramas principales (pues ha quedado documentado su talante mujeriego). Por el lado de su hijo Joaquín Dicenta Alonso (1893-1967) —uno de los dos tenidos con Resurrección Alonso, cantante del Real—, se extendería luego en su nieto José Fernando Dicenta (1929-1984).
Por otro lado, de su unión con la actriz Consuelo Badillo, sería continuador Manuel Dicenta (1905-1974), padre a su vez de Daniel Dicenta (1937-2014), que se casó con la actriz Lola Herrera (1935), cuya hija sería Natalia Dicenta (1962). Otro hijo de un matrimonio tardío de Manuel, y en consecuencia medio hermano de Daniel Dicenta, sería Jacobo Dicenta, nacido en 1972 (dos años antes de la muerte de su padre).

## Obra

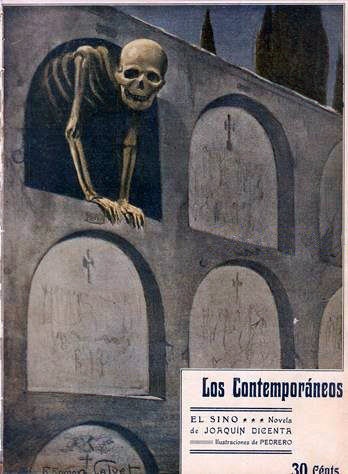
El sino (n.º 28 de Los Contemporáneos, 1909). Portada de Romero Calvet.

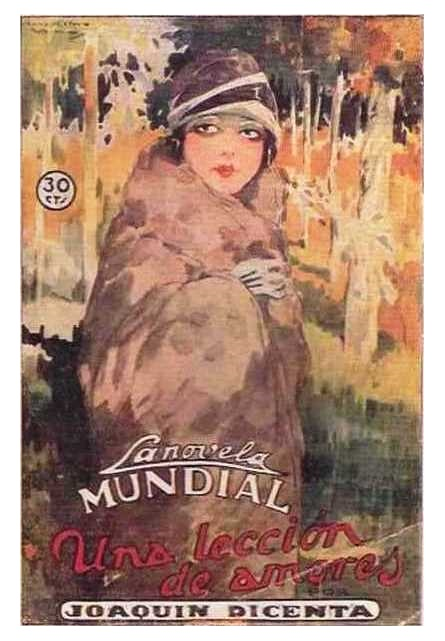
Una edición de Una leccion de amores, con portada de Máximo Ramos.

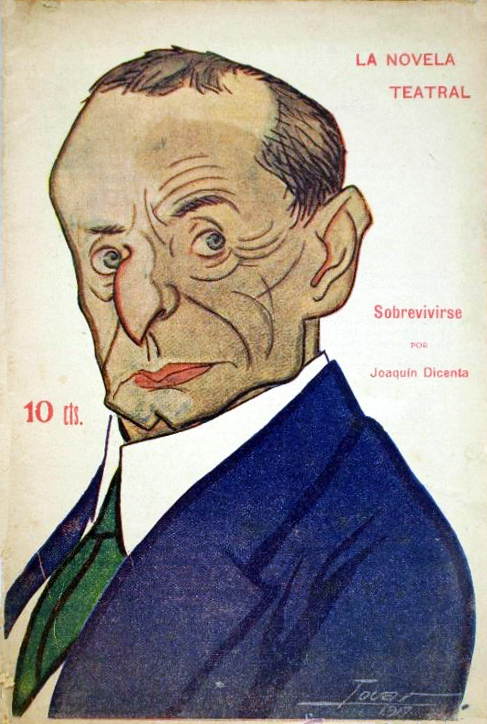
Sobrevivirse (n.º 14 de La Novela Teatral, 1917). Portada de Tovar.

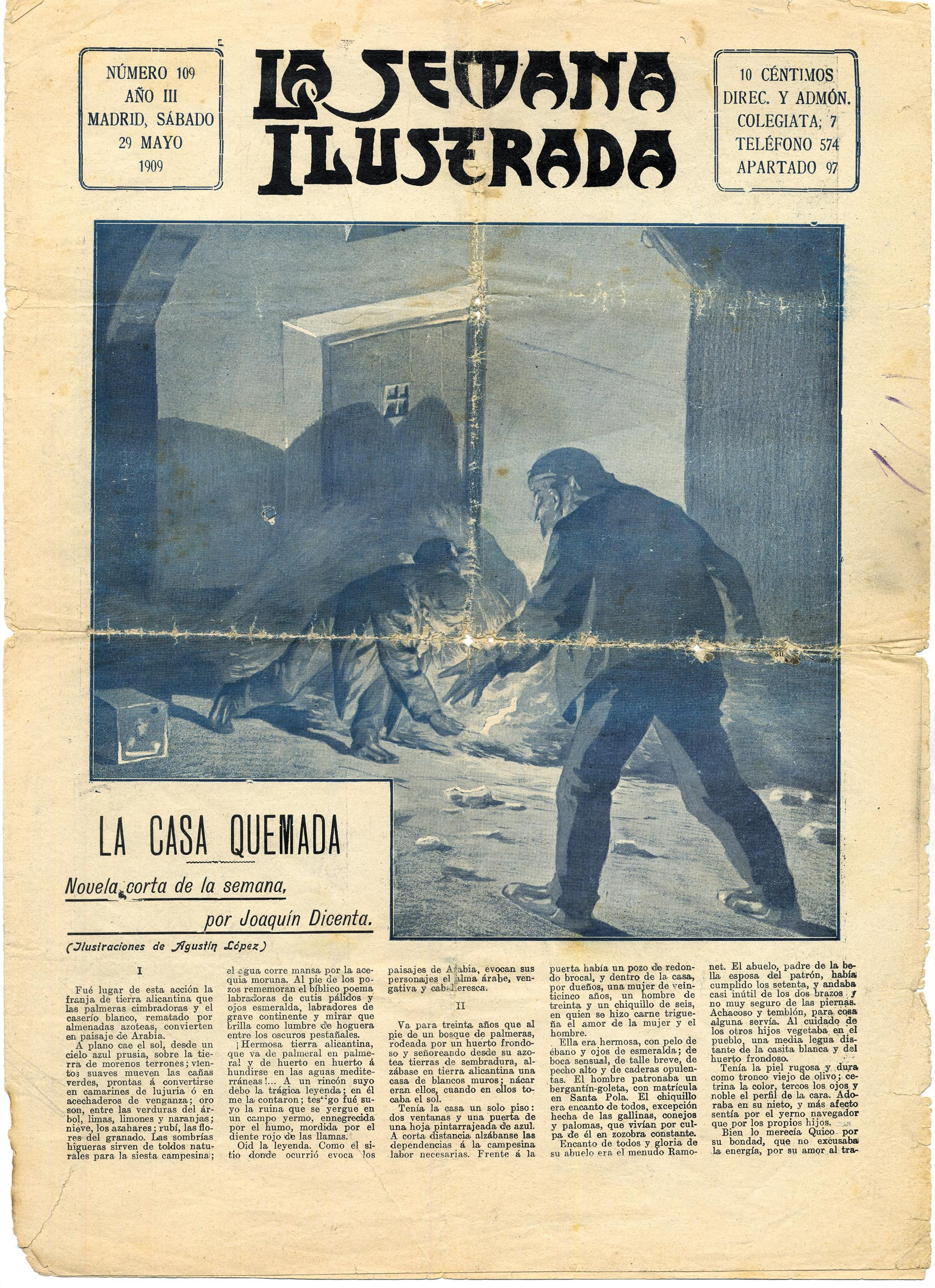
La casa quemada (n.º 109 de La Semana Ilustrada). Portada de Agustín.

- El suicidio de Werther: obra dramática, 1888 (Estrenada en el Teatro de la Princesa el 23 de febrero de 1888, con Rafael Calvo como protagonista)
- Spoliarivm, Madrid, 1888
- La mejor ley: obra dramática, Madrid: José Rodríguez, 1889
- Los irresponsables: drama en tres actos y verso, Madrid : Florencio Fiscovich, 1890. Estrenado el 27 de noviembre de 1890 en el Teatro Español
- Spoliarivm : cuadros sociales, Madrid: Fernando Fe, 1891 (2.ª ed.)
- Los irresponsables : obra dramática 1891
- Honra y vida, Madrid: José Rodríguez, 1891 (Estrenada en el Teatro Principal de Zaragoza, la noche del 18 de abril de 1891)
- Sevillanas, 1892
- Tinta Negra, Madrid: F. Fe, 1892 (Dibujos de T. Muñoz Lucea y A. Pons)
- Rebelión, (novela corta), 1893
- El Duque de Gandía : drama lírico en tres actos y un epílogo en verso música de los maestros Antonio Llanos y Ruperto Chapí, Madrid: Florencio Fiscowich. 1894 (2.ª ed.)
- Luciano, Madrid : José Rodríguez, Madrid, 1894
- Los asistentes, 1895
- Juan José, 1895
- Juan José en capilla, 1896
- El señor feudal, 1896
- De la batalla, 1896
- Curro Vargas: zarzuela, 1898
- Crónicas, Madrid : Fernando Fe, 1898
- Lorenzo, 1899
- El tío Gervasio: monólogo en un acto y en prosa original. Estrenado en el Teatro de Parish el 12 de marzo de 1900, Madrid, 1900
- El león de bronce: comedia en prosa, Madrid, 1900 (Estrenada en el Teatro Príncipe de Alicante el 30 de abril de 1900)
- La cortijera, 1900
- Aurora: drama en tres actos y prosa Barcelona, 1902 (Estrenado en el Teatro de Cataluña el 12 de junio de 1902)
- De tren en tren : comedia en un acto inspirada en un cuento francés Estrenada en el Teatro de la Alhambra la noche del 29 de noviembre de 1902, Madrid, 1902
- Luciano, Madrid : Velasco, 1903 (2.ª ed.)
- Espumas y plomo, Madrid, 1903
- ¡Pa mí que nieva!, 1904
- Juan Francisco: drama lírico en tres actos y en verso original con música del maestro Ruperto Chapí : Estrenada con gran éxito en el Teatro Price el 22 de diciembre de 1904, Madrid, 1904
- Raimundo Lulio, 1904
- De piedra en piedra Cartagena: Artes Gráficas de Levante, 1904, 280 p.
- La finca de los muertos, 1904
- La conversión de Mañara: comedia, Madrid, 1905 (Estrenada en el Teatro Cervantes de Málaga el 2 de diciembre de 1905)
- Traperías, 1905
- El vals de las sombras, 1905
- Entre rocas : zarzuela, Madrid : Sociedad de Autores Españoles, 1905 (Música del maestro Chapí)
- Amor de artistas : comedia en cuatro actos y en prosa original de ... : Estrenada en el Teatro de San Fernando de Segovia el 14 de mayo de 1906, Madrid, 1906
- Desde los rosales, 1906
- Daniel : drama en cuatro actos y en prosa original de ... : Estrenado en el Teatro Español el 7 de marzo de 1907, Madrid, 1907
- Lorenza : comedia en tres actos y en prosa original de ... : Estrenada en el Teatro Español la noche del 12 de diciembre de 1907, Madrid, 1907
- Marinera : monólogo en un acto y en prosa original de ... : Estrenado en el Teatro de la Princesa el 11 de febrero de 1907, Madrid, 1907
- La gañanía / novela de ... ; ilustraciones de Menéndez, Madrid : El Cuento Semanal, 1908
- La confesión : comedia en un acto y en prosa original, Madrid : Sociedad General de Autores, 1908
- El crimen de ayer, 1908
- Los majos del plante, 1908
- Cuentos : Dedicatoria.- El nido de gorriones.- La epopeya de una cíngara.- En la estación.- Aniversario negro, Madrid, 1909
- Los tres maridos burlados : enredo en tres cuadros y un prólogo, en verso inspirado en la novela de Tirso de Molina. Música del Maestro Lleó, Madrid : Sociedad General de Autores, 1909
- La confesión, 1909
- El idilio de Pedrín, (novela), 1910
- Rebeldía, Barcelona : E. Domenech, 1910, 215 p.
- Por Bretaña, Madrid : Antonio Garrido, 1910
- Informe sobre la reorganización de la enseñanza municipal de Madrid, Madrid : Imprenta Municipal, 1910
- ¿Cuál de los dos?, (novela corta) 1911
- El tío Quico, 1911
- Una lección de amores, 1911
- Galerna Madrid : Renacimiento, 1911 (Col. Biblioteca popular) -Contiene: Galerna ; La gañanía ; Del camino ; Una letra de cambio-
- ¡Redención!, 1912
- Bajo los mirtos, 1912
- Del tiempo mozo, Madrid : Sucesores de Hernando, 1912
- Los bárbaros, Madrid : Renacimiento, 1912, 224 p.
- La ciudad de plomo, (novela) 1913
- ¡Pa mí que nieva! Barcelona, 1913
- El místico : drama en cuatro actos y en prosa escrito en catalán por Santiago Rusiñol ; traducido al castellano por ..., Madrid : Sociedad de Autores Españoles, 1913
- Encarnación, 1913
- Puesta de sol, 1913
- Sol de invierno, 1913
- Mares de España, Madrid : Renacimiento, 1913
- Los de abajo, 1913
- Estrellita de Alba, (novela), 1914
- El pasaporte amarillo, (novela), 1914
- Malvarrosa, 1914
- Caballería maleante, 1914
- El crimen de ayer : drama en tres actos y en prosa / original de ..., Madrid : Sociedad General de Autores, 1915
- Amor de artistas : comedia en cuatro actos y prosa / original de ..., Madrid : Sociedad General de Autores, 1915
- Los irresponsables : drama en tres actos y en verso original de .... : Estrenado con extraordinario éxito en el teatro Español de Madrid, la noche del 27 de noviembre de 1890, Barcelona : Biblioteca "Teatro Mundial", 1915
- Mi Venus, 1915
- Luz, 1915
- Entre dos luces, 1915
- El idilio de Pedrín, 1915
- El capitán Anselmo, 1915
- El suicidio de Wherter : drama en cuatro actos y en verso original de ... : Estrenado con extraordinario aplauso la noche del 23 de febrero de 1888 en el Teatro de la Princesa, de Madrid, Barcelona : Biblioteca "Teatro Mundial", 1916
- La Herencia, (novela), 1916
- Garcés de Marsilla, (novela), 1916
- Gente nueva, 1916
- ¡Quién fuera tú!, 1916
- Interior, 1916
- El Caudillo, (novela), 1916
- Bajo los mirtos, Barcelona : Millá y Piñol, 1916
- Juan José, (novela), 1917
- Mujeres, (novela), 1917
- Flor de espino, 1917
- El crimen de ayer, Madrid : Prensa Popular, 1917
- El señor feudal, Madrid : Prensa Popular, 1917
- Sobrevivirse, Madrid : Prensa Popular, 1917 (Col. La Novela Teatral)
- El lobo, Madrid : Prensa Popular, 1917
- La vida que pasa, Madrid, 1917
- La promesa. (Obra póstuma) : leyenda lírica-dramática en cinco jornadas, inspirada en un cuento de Gustavo A. Bécquer : Con el último autógrafo del autor, Madrid : Sucesores de Hernando, 1917
- Paraíso perdido : (novela), Madrid : Hernando, 1917.
- Conjunciones (cuento)
- El cojito (cuento)
- La desdicha de Juan (cuento)
- Libertad (cuento)
- Madroño (cuento)
- Nochebuena (cuento)
- Un idilio en una jaula (cuento)
- Un triunfo más (cuento)